# Modelli Higgsless
In fisica delle particelle, i modelli Higgsless sono modelli che non richiedono bosoni di Higgs per la consistenza teorica e fenomenologica, o in cui i campi di Higgs non sono campi fondamentali e quindi non hanno una natura dinamica.
Essi prevedono con diverse modalità una rottura dinamica della simmetria elettrodebole derivante in generale dall'introduzione di settori fortemente interagenti, con conseguente generazione della massa delle particelle e unitarietà ad alte energie dello scattering elastico W-W.  

## Modelli
Una parziale lista di tali modelli include:
- Modelli Technicolor[1] in cui il bosone di Higgs risulta essere non più una particella elementare ma un condensato di nuove particelle tenuto insieme da un nuovo tipo di interazione forte. Storicamente, il nome tecnicolor deriva dal fatto che tale nuova interazione forte era supposta essere analoga alla QCD ma con una scala di energia molto maggiore, mentre le particelle formanti il condensato scalare erano supposte simili a quarks.
- Nelle diverse formulazioni del modelli Higgsless extra dimensionale il ruolo del campo di Higgs è svolto dalla quinta componente dei campi di gauge, per cui la rottura spontanea della simmetria è dovuta alle condizioni al bordo dei campi extradimensionali e la scala di violazione dell'unitarietà dell'ampiezza di scattering W W è innalzata alla scala di scoperta della extra dimensione grazie allo scambio delle particelle di Kaluza-Klein virtuali.[2][3] Grazie alla corrispondenza AdS/QCD e al meccanismo di deconstruzione dimensionale, è possibile stabilire un legame di questi modelli con i  modelli technicolor e con il più esotico meccanismo UnHiggs in cui il campo di Higgs è di natura non particellare.
- Meccanismi UnHiggs, che considerano il bosone una UnParticle.[4]
- Modelli Abbott-Farhi dei bosoni vettore composti W e Z.[5]
- Condensato di Quark top.
- "Unitary Weyl gauge". Nel limite di piccolo λ il modello sigma non lineare è invariante di scala. Se si aggiungono opportuni termini gravitazionali la teoria diviene invariante di scala ed, in particolare, invariante di Weyl.[6]
- Stabilità asintotica di alcuni modelli sigma non lineari.[7]